# Čeburek

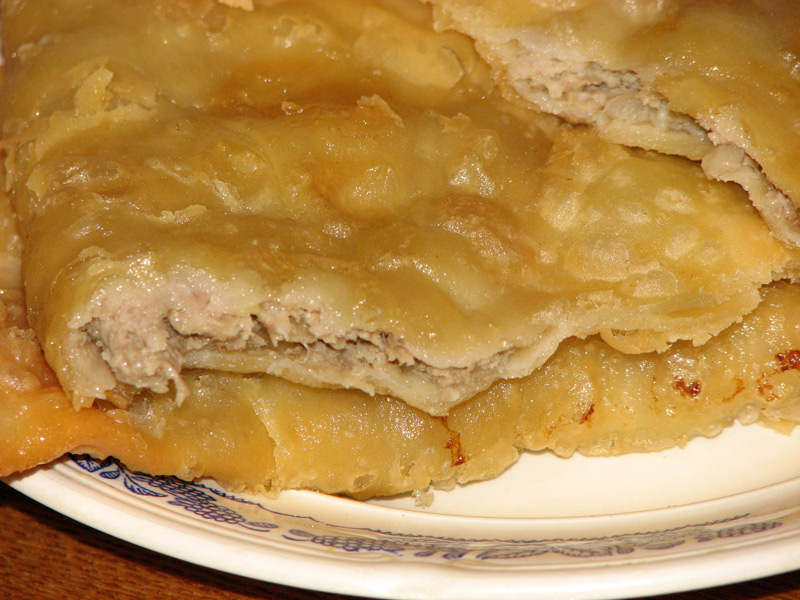
Farcitura

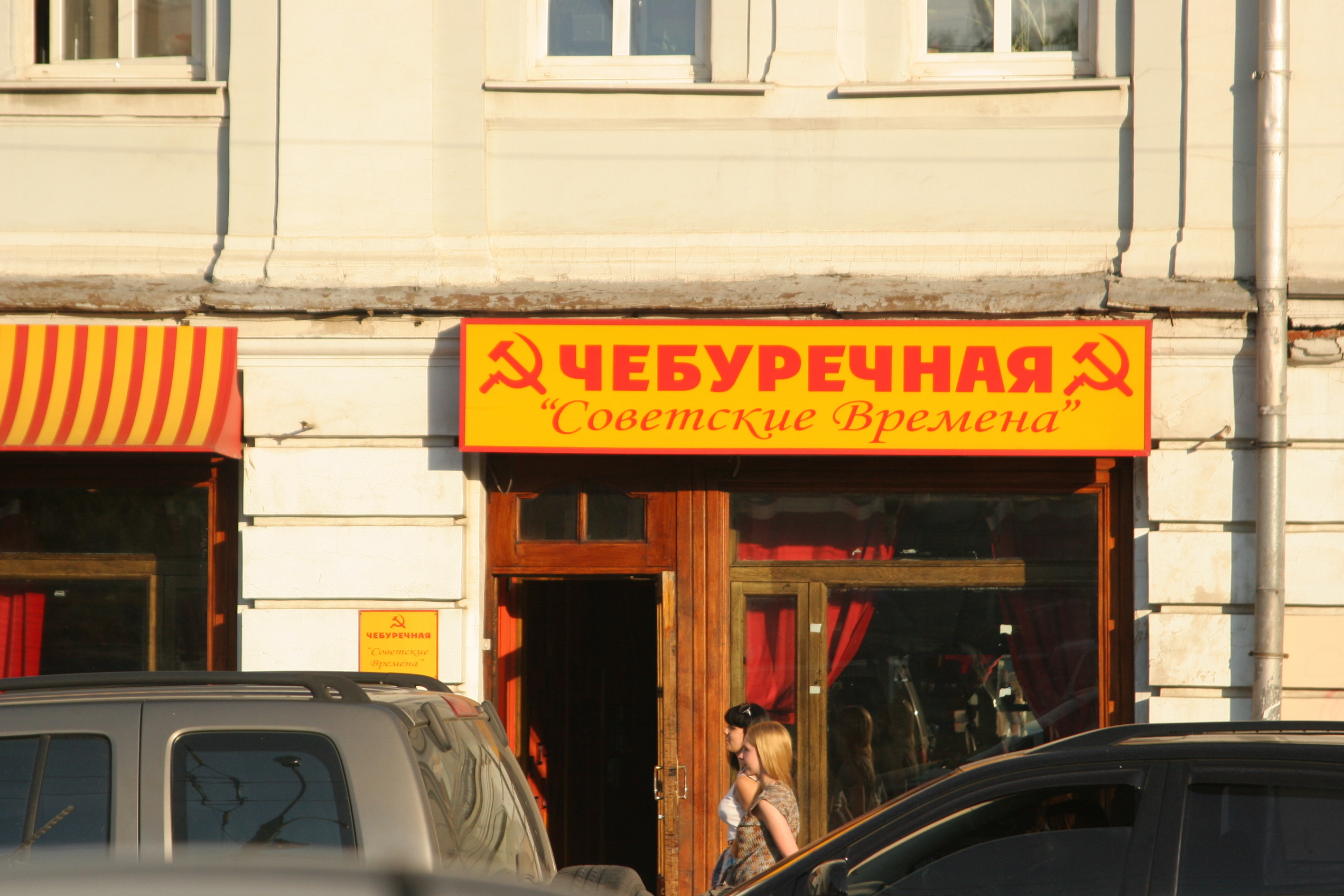
Ristorante ceburecnaja

Il čeburek (in tartaro di Crimea: çüberek;  in russo: чебурек) è un fagottino di pasta ripiegato a forma triangolare o mezza luna, ripieno di carne macinata o tritata (di solito agnello o vitello) e cipolle e condite con pepe, sale e prezzemolo. Viene fritto in una grande quantità di olio vegetale, a una temperatura di circa 200 °C e servito caldo; tradizionalmente si mangia senza posate, con le mani. A volte si trova anche ripieno di formaggio al posto della carne.
I čeburek sono considerati uno dei piatti nazionali dei tartari di Crimea, diffuso a causa della diaspora tartara anche in Turchia.
Il termine "čebureki" in realtà rimanda ad un termine di origine turca, che significa “intreccio” o “attorcigliato” riferito alla sua forma richiusa. È simile al peremetch dei tartari del Volga, ma è composto da un pezzo di pasta rotondo ripiegato sul ripieno, a forma di mezzaluna.
Di solito si usa il termine russo al plurale cebureki (чебуреки), essendo un cibo molto diffuso nei bar e fast food dei paesi dell'ex Unione Sovietica, ed esistono anche ristoranti specializzati chiamati čeburečnaja (чебуречная). Vengono commercializzati anche precotti anche nei supermercati, a volte come surgelati.
Il töbörek, anch'esso una specialità tartara, è una sorta di ceburek che viene cotto in un forno in muratura invece di essere fritto nell'olio.
Nella cucina mongola esiste una specialità simile, il chuušuur (in mongolo: хуушууp).